# يان غولدن
يان غولدن (بالإنجليزية: Ian Goldin)‏ هو اقتصادي جنوب أفريقي، ولد في 1955.

## وصلات خارجية
- الموقع الرسمي